# فابيان ديلف
فابيان ديلف (بالإنجليزية: Fabian Delph)‏ (مواليد 21 نوفمبر 1989 في برادفورد - إنجلترا) لاعب كرة قدم إنجليزي يلعب حاليا لصالح نادي الدرجة الممتازة مانشستر سيتي الإنجليزي منذ 2015 في مركز الوسط المحوري.

## روابط خارجية
- فابيان ديلف على موقع الاتحاد الأوربي (الإنجليزية)
- فابيان ديلف على موقع قاعدة بيانات كرة القدم.إي يو (الإنجليزية)
- فابيان ديلف على موقع ناشيونال فوتبول تيمز (الإنجليزية)
- فابيان ديلف على موقع Soccerbase.com (لاعب) (الإنجليزية)
- فابيان ديلف على موقع Soccerway.com (الإنجليزية)
- فابيان ديلف على موقع عالم كرة القدم.نت (الإنجليزية)
- فابيان ديلف على موقع AS.com (الإسبانية)